# Religionspädagogik
Die Religionspädagogik (RPG, rpg) bedenkt und gestaltet religiöse Erziehung, Bildung und Sozialisation in der Sicht der betreffenden Glaubensgemeinschaft und ihrer Spiritualität. Sie vermittelt die Glaubenslehre unter religionswissenschaftlichen, pädagogischen und methodisch-didaktischen Aspekten, unter Berücksichtigung des jeweiligen gesellschaftlichen, rechtlichen, ökonomischen, sozialen und kulturellen Kontextes.
Eine Begrenzung der Religionspädagogik allein auf den Lernort Schule (Religionsunterricht) greift zu kurz: Vielmehr geht es allgemein um Erziehung, Bildung, Sozialisation, Lernen und Entwicklung in Religionsgemeinschaft (Kirche), Schule (öffentlich und privat) und Gemeinde (Kirchengemeinde) oder auch am religiösen Ort (Kirchenraumpädagogik). Zielgruppen der Religionspädagogik sind daher neben Kindern und Jugendlichen auch Erwachsene (Erwachsenenbildung), Männer (Männerarbeit) und Frauen (Frauenarbeit). Spezielle Aufgaben stellen sich z. B. für die Ehevorbereitung, die Begleitung junger Eltern, von alten Menschen oder von Kranken (siehe Krankenseelsorge).
Dabei hat sich im Christentum die Differenzierung zwischen Religionspädagogik im engeren Sinn – als stärker auf den Lernort Schule und den Religionsunterricht bezogen – und Gemeindepädagogik als stärker auf die (Pfarr-)Gemeinde bezogene Pädagogik durchgesetzt. Die Ausbildung für diese zwei Bereiche hat unterschiedliche Schwerpunkte. Für die Erwachsenen- und Pfarrpastoral ist die Praktische Theologie an den Universitäten zuständig, für die Ausbildung der Religionslehrer die Religionspädagogik an Universitäten und Pädagogischen Hochschulen.
Es gibt seit den 1980er Jahren Überlegungen und Versuche hin zu einem konfessionell-kooperativen Religionsunterricht, der durch eine zum Teil gemeinsame Ausbildung von Religionslehrern verschiedener Konfessionen unterstützt werden kann.

## Strömungen

### Christliche Religionspädagogik
Aus christlicher Sicht ist die Religionspädagogik ursprünglich Glaubensverkündigung und Katechese (d. h. Lehren und Lernen zum Christsein), gilt aber auch als theologische Disziplin (Praktische Theologie) mit Bezug zu Sozialwissenschaften, zur Pädagogik und zur Psychologie. Im Sinn der Katechese ist die „Arbeitsebene“ von Religionspädagogen die Beziehung zwischen Mensch und Gott.
In der heutigen Zeit, wo große Teile der Bevölkerung als kirchenfern anzusehen sind, stellt der Religionsunterricht in der Schule oft die erste Begegnung mit dem Thema Religion dar. Die Vermittlung religiösen Wissens steht dadurch zunehmend im Zentrum, was im katholischen Bereich z. B. auch die ersten Wochen des Erstkommunion-Unterrichts prägt.
Im Gegensatz zu dieser Fernstehenden-Pastoral kann beim zweiten Bereich der Religionspädagogik – der Gemeindepädagogik in Pfarren oder für christlich geprägte Standesgruppen – der Wissensaspekt gegenüber der eigentlichen Seelsorge in den Hintergrund treten. Die Gemeindepädagogik hat daher einen viel höheren Anteil an persönlichen Aspekten wie geistliche Begleitung und Ermutigung, allfällige Lebenshilfe, Gespräche über die Bibel und das Gottesbild, Hinführung zum Gebet und vieles andere mehr. Die Gemeindearbeit kann demnach als motiviertes Bemühen um den Menschen in seiner Ganzheitlichkeit und seiner Beziehung zu Gott definiert werden.
In manchen Bereichen der Religionspädagogik kann auch psychotherapeutisches Handeln am Platz sein, etwa der Zugang von Carl Rogers zur persönlichen oder Partnerschafts-Motivation und die sogenannte Pastoralpsychologie. Hier sind keineswegs die Geistlichen allein gefordert, sondern – besonders im evangelischen, wie im katholischen Verständnis – jeder erwachsene Christ. Das daraus entstehende Beziehungsgeflecht durch Zuhören, sich Einfühlen, Beistehen, Ideenaustausch usw. dient auch dem Aufbau einer modernen christlichen Gemeinde.
Seit den 1970er-Jahren ist die Bedeutung der anderen Religionen (früher: „Fremdreligionen“, heute „Weltreligionen“) in der Religionspädagogik gewachsen. Zu den Pionieren im evangelischen Bereich zählen Karl Ernst Nipkow, Udo Tworuschka, der eine zweibändige Geschichte des interreligiösen Lernens vorgelegt hat,  Jürgen Lott, Johannes Lähnemann. Im katholischen Bereich sind Hubertus Halbfas und Werner Trutwin zu nennen. Seit den 1990er-Jahren ist weniger von „Weltreligionen im Religionsunterricht“, sondern vom „Interreligiösen Lernen“ die Rede. Zu den Pionieren dieser religionspädagogischen Konzeption zählen Stephan Leimgruber, Herbert Schultze und Hans-Georg Ziebertz.

### Islamische Religionspädagogik
Die islamische Religionspädagogik steckte Anfang des 21. Jahrhunderts in Deutschland noch in den Kinderschuhen. Bereits in den 1990er-Jahren gab es vereinzelte Bestrebungen zum Aufbau einer entsprechenden Lehre. Seit dieser Zeit hebt sich insbesondere das Institut für Interreligiöse Didaktik und Pädagogik in Köln mit seiner Arbeit heraus. Unter der Leitung von Rabeya Müller wurden dort erste Konzepte für einen islamischen Religionsunterricht entwickelt, Lehrmaterialien erstellt oder Fortbildungskurse angeboten. In den vergangenen Jahren erwarb sich insbesondere die Islamwissenschaftlerin und Religionspädagogin Lamya Kaddor einen wichtigen Anteil an der Weiterentwicklung dieser Disziplin. Sie hat dazu mehrere Publikationen verfasst und herausgebracht. Unter anderem erarbeitete sie in Kooperation mit Rabeya Müller seit 2004 mit dem Koran für Kinder und Erwachsene sowohl die erste kindgerechte Übersetzung des Koran, als auch das erste staatlich genehmigte Schulbuch für den islamischen Religionsunterricht „Saphir“. An der Herausgabe des Schulbuchs war auch Harry Harun Behr beteiligt. Mit seiner Berufung auf die Professur für Islamische Religionspädagogik an der Universität Erlangen-Nürnberg fand die junge Disziplin erstmals den Zugang zum deutschen Hochschulsystem. Die Entwicklungen in den letzten Jahren wurden vor allem durch die politischen Bestrebungen zur Einrichtung eines islamischen Religionsunterrichts an staatlichen Schulen in Deutschland begünstigt.
Als ein Experte auf dem Gebiet der islamischen Religionspädagogik gilt in Deutschland vor allem Bülent Ucar an der Universität Osnabrück, der mit zahlreichen Publikationen zur Entwicklung der islamischen Religionspädagogik maßgeblich beigetragen hat. Im März 2008 bekräftigte die deutsche Islamkonferenz die Bestrebungen zur Einführung eines ordentlichen Religionsunterrichts.
In Österreich wurde die Islamische Religionspädagogik im Jahre 2007 an der Universität Wien etabliert.

### Buddhistische Religionspädagogik (in Österreich)
Mit der gesetzlichen Anerkennung des Buddhismus in Österreich 1983 war auch die Berechtigung verbunden, buddhistischen Religionsunterricht an öffentlichen Schulen zu erteilen. Die Österreichische Buddhistische Religionsgesellschaft (ÖBR) entwickelte einen ersten Lehrplan für alle Schulstufen, der im Mai 1992 vom Unterrichtsminister verlautbart wurde.
Im September 1993 begann ein buddhistischer Religionsunterricht in Graz, Salzburg und Wien, und konnte in den folgenden Jahren ausgedehnt werden.
Im Jahr 2001 wurde, zentral für ganz Österreich, in Salzburg das Buddhistische Religionspädagogische Institut der ÖBR (BRPI) errichtet. Der Begründer und Leiter des Instituts, Kurt Krammer, war auch Fachinspektor für Buddhistische Religion.
2008 trat ein neuer Lehrplan in Kraft. Aufgrund der Vielfalt buddhistischer Traditionen in Europa ergeben sich sehr unterschiedliche Erwartungen an den Religionsunterricht. Die meisten Schüler des buddhistischen Religionsunterrichts stammen aus asiatischem Migrationshintergrund. Insgesamt nehmen in ganz Österreich ungefähr 200 Schüler am buddhistischen Religionsunterricht teil.

## Ausbildungssituation
Die akademische Ausbildung in Religionspädagogik erfolgt ebenso an kirchlichen Hochschulen (z. B. an den evangelischen Fachhochschulen, der katholischen Universität Eichstätt, der Katholischen Stiftungsfachhochschule München, Abt. Benediktbeuern, oder der Katholischen Hochschule Mainz) wie auch an staatlichen Universitäten (z. B. Universität Luzern, Universität Tübingen, Universität Hamburg, Universität Münster, Universität Greifswald) und in Baden-Württemberg an den Pädagogischen Hochschulen in Freiburg, Heidelberg, Karlsruhe, Ludwigsburg, Schwäbisch Gmünd und Weingarten. An der Pädagogischen Hochschule der Diözese Linz ist hierfür ein entsprechendes Fernstudium, an der Domschule Würzburg mit einem Theologie im Fernkurs ein Fernunterricht möglich. Nicht zuletzt in Berlin hat spätestens seit 2006 die Ausbildung an der EFB zum FH-diplomierten Religionspädagogen bereits den mehrstufigen sowie berufsbegleitenden Ausbildungsgang zum Katecheten vollständig abgelöst bzw. ersetzt.
In der Islamischen Religionspädagogik erfolgt die akademische Ausbildung bislang an wenigen Standorten. Nach der Besetzung der oben erwähnten Professur in Erlangen-Nürnberg wurde inzwischen auch an der Universität Osnabrück ein zweiter Lehrstuhl besetzt. Inhaber ist der Wissenschaftler Bülent Ucar. Am Centrum für Religiöse Studien der Universität Münster befindet sich die Islamische Religionspädagogik im Aufbau. Die zugehörige Professur wurde aber bereits im Winter 2007/2008 schon einmal für ein Semester durch Lamya Kaddor vertreten. In Hessen kann das Lehramtsstudium in Gießen und Frankfurt absolviert werden, seit 2014/15 ist an der Universität Frankfurt die  Professur für Erziehungswissenschaft mit dem Schwerpunkt Islamische Religionspädagogik und Didaktik des Islamischen Religionsunterrichts für die Sekundarstufen am Fachbereich Erziehungswissenschaften mit dem Erziehungswissenschaftler Harry Harun Behr besetzt. Auch in Baden-Württemberg sind Professuren in Planung. Außerhalb der akademischen Ausbildung bieten die Ministerien der Bundesländer, die islamischen Religionsunterricht bzw. Islamkunde anbieten, entsprechende islampädagogische Fortbildungen für Lehrer an.

## Organisationen
Wichtige Organisationen von Religionspädagogen in Deutschland sind die Gesellschaft für wissenschaftliche Religionspädagogik (GwR) und die Arbeitsgemeinschaft Katholische Religionspädagogik und Katechetik (AKRK) sowie die Arbeitsgemeinschaft der Leiter/-innen der Pädagogischen Institute und Katechetischen Ämter der Evangelischen Kirche in Deutschland (ALPIKA).

## Bedeutende Religionspädagogen

### Begründer der Religionspädagogik
- Johann Amos Comenius (1592–1670)
- August Hermann Francke (1663–1727)
- Johann Jakob Rambach (1693–1735)
- Friedrich Daniel Ernst Schleiermacher (1768–1834)
- Friedrich Adolph Wilhelm Diesterweg (1790–1866)
- Christian Palmer (1811–1875)
- Friedrich Niebergall (1866–1932)
- Joseph Göttler (1874–1935)
- Otto Eberhard (1875–1966)
- Gerhard Bohne (1895–1977)
- Oskar Hammelsbeck (1899–1975)
- Helmuth Kittel (1902–1984)
- Martin Stallmann (1903–1980)
- Martinus Jan Langeveld (1905–1989)
- Adolf Exeler (1926–1983)

### Religionspädagogen nach dem Zweiten Weltkrieg
- Ednan Aslan (* 1959)
- Wolfgang Bartholomäus (1934–2008)
- Christoph Bizer (1935–2008)
- Albert Biesinger (* 1948)
- Peter Bubmann (* 1962)
- Claudia Gärtner (* 1971)
- Hubertus Halbfas (1932–2022)
- Albert Höfer (1932–2022)
- Johannes Lähnemann (* 1941)
- Lamya Kaddor (* 1978)
- Hans Bernhard Kaufmann (1926–2022)
- Mouhanad Khorchide (* 1971)
- Michael Landgraf (* 1961)
- Eta Linnemann (1926–2009)
- Hans Mendl (* 1960)
- Karlo Meyer (* 1968)
- Rabeya Müller (1957–2024)
- Karl Ernst Nipkow (1928–2014)
- Horst F. Rupp (* 1949)
- Martin Rothgangel (* 1962)
- Mirjam Schambeck (* 1966)
- Bernd Schröder (* 1965)
- Friedrich Schweitzer (* 1954)
- Dietrich Steinwede (* 1930)
- Bülent Ucar (* 1977)
- Siegfried Vierzig (1923–2020)
- Dieter Walther (1930–2013)
- Klaus Wegenast (1929–2006)
- Roland Rosenstock (* 1966)